# Região Geográfica Intermediária de Parintins
A Região Geográfica Intermediária de Parintins é uma das quatro regiões intermediárias do estado brasileiro do Amazonas e uma das 134 regiões intermediárias do Brasil, criadas pelo Instituto Brasileiro de Geografia e Estatística (IBGE) em 2017. É composta por 11 municípios, distribuídos em duas regiões geográficas imediatas.
Sua população total estimada pelo Instituto Brasileiro de Geografia e Estatística (IBGE) para 1º de julho de 2018 é de 417 930 habitantes, distribuídos em uma área total de 126 781,607 km².
Parintins é o município mais populoso da região intermediária, com 113 168 habitantes, de acordo com estimativas de 2018 do Instituto Brasileiro de Geografia e Estatística (IBGE).

## Regiões geográficas imediatas
| Região geográfica imediata | Municípios                                                                | População Estimativa 2018 | Área (km²)  |
| -------------------------- | ------------------------------------------------------------------------- | ------------------------- | ----------- |
| Parintins                  | Barreirinha Boa Vista do Ramos Maués Nhamundá Parintins                   | 247 196                   | 68 395,325  |
| Itacoatiara                | Itacoatiara Itapiranga São Sebastião do Uatumã Silves Urucará Urucurituba | 170 734                   | 58 386,282  |
| Total                      | 11                                                                        | 417 930                   | 126 781,607 |